# (5013) Suzhousanzhong
(5013) Suzhousanzhong es un asteroide perteneciente al cinturón de asteroides descubierto por el Observatorio de la Montaña Púrpura y en ese mismo lugar el 9 de noviembre de 1964. 

## Designación y nombre
Designado provisionalmente como 1980 EQ1. Fue nombrado Suzhosanzhong en honor a un colegio en la provincia de Jiangsu, en China, ya que celebraba su centésimo aniversario. Esta escuela o colegio fue fundada en 1906 y está especializada en ciencia y educación tecnológica. Muchos astrónomos y científicos chinos o de otra nacionalidad se han formado y han aprendido en esa escuela. 

## Características orbitales
Suzhousanzhong está situado a una distancia media de 2,763 ua, pudiendo alejarse un máximo de 2,945 ua y acercarse un máximo de 2,582 ua. Su excentricidad es de 0,065. 

## Características físicas
Este asteroide tiene una magnitud absoluta de 12,8. Tiene un diámetro de 10,086 km y su albedo se estima en 0,158. Está asignado al tipo espectral SI según la clasificación SI.